# Loene Carmen

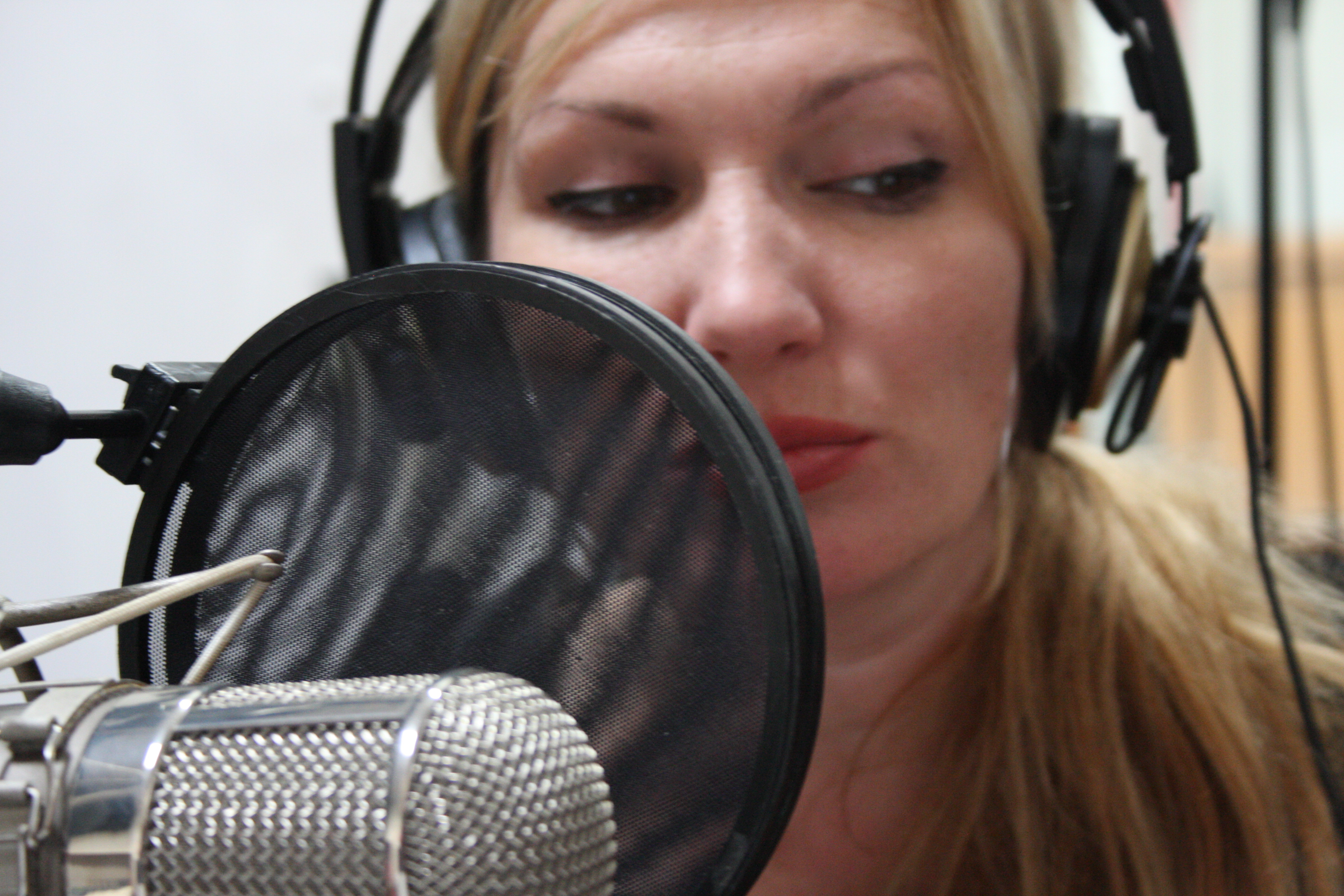
Loene Carmen (2010)

Loene Carmen (* 1970 in Adelaide, South Australia) ist eine australische Sängerin, Liedtexterin und Schauspielerin.

## Leben
Loene Carmen hat bisher drei Soloalben herausgebracht und spielt derzeit live begleitet von Mitgliedern der Bands The Scare, Holy Soul und Bridezilla. Sie tourte und machte Aufnahmen mit The Mess Hall und Warren Ellis. Carmen tourte im Jahr 2006 solo durch Europa im Vorprogramm von Mick Harvey.
Carmens Vater ist der bekannte Rock-, Jazz- und Bluespianist Peter Head. Er spielte auch Piano in einigen von Carmens Bands.
Loene Carmen arbeitete als Teenager in einer „Kings-Cross“-Pizzabar und wurde dort entdeckt für die Rolle der Freya Olsen in John Duigans australischem Filmdrama Das Jahr meiner ersten Liebe. Diese Rolle brachte ihr eine Nominierung für den Australian Film Institute Award als beste Schauspielerin ein. Andere bemerkenswerte Rollen waren die der Sallie-Anne Huckstepp in der Miniserie Blue Murder und die der Christine in Alkinos Tsilimidos' Drama Tom White.
Loene Carmen hat mit ihrem Partner Aden Young zwei Söhne (* 2007 und * 2011). Aus einer früheren Beziehung hat sie eine 1990 geborene Tochter.

## Filmografie (Auswahl)
- 1987: Das Jahr meiner ersten Liebe (The Year My Voice Broke)
- 1993: The Nostradamus Kid
- 1995: Blue Murder
- 1999: Strange Planet
- 2004: Tom White

## Platten und Alben
- Automatic Cherry: Slow Burner (1996)
- The Charismatics: Fateful Gaze EP (1998)
- Loene Carmen: Born Funky Born Free (2001)
- Loene Carmen: Slight Delay (2004)
- Loene Carmen: Rock ’n’ Roll Tears (2007)

## Gastauftritte
- The Stepfords: Gas Food and You (1994)
- Mick Harvey: Intoxicated Man (1995)
- Mick Harvey: Pink Elephants (1997)
- Paul Kelly/Stardust 5 (2006)
- The Wallbanders: 4 track ep (Bang!) (2007)
- Tribut an Rowland S. Howard (2007)
- The Mess Hall: Devils Elbow (2007)

## Nominierungen für Filmpreise
- 1987: Nominierung als beste Schauspielerin für den Australian Film Institute Award für ihre Rolle in Das Jahr meiner ersten Liebe
- 2004: Nominierung als beste Nebendarstellerin für den Australian Film Institute Award für ihre Rolle in Tom White
- 2004: Nominierung als beste Schauspielerin für den Inside Film Award für ihre Rolle in Tom White
- 2004: Nominierung als beste Nebendarstellerin für den Film Critic’s of Australia Award für ihre Rolle in Tom White.

## Mitwirkung in Bands
- 1991–1993: Honky Tonk Angels
- 1993–1995: Wite Trash Mamas
- 1996–1998: The Charismatics
- 1995–1998: Automatic Cherry
- 2000: Loene Carmen Experience
- 2000–2005: Slow Hand